# Steckborn
Steckborn es una comuna suiza del cantón de Turgovia, situada en el distrito de Frauenfeld. Limita al norte con las comunas Öhningen (DE-BW) y Gaienhofen (DE-BW), al este con Berlingen y Raperswilen, al sur con Homburg, y al oeste con Herdern y Mammern.
Hasta el 31 de diciembre de 2010 capital del distrito de Steckborn.

## Generalidades
La localidad está en la margen izquierda del río Rin y en la zona final del lago Constanza, en la parte de este conocida como Untersee. Está a menos de 20 km de las ciudades de Constanza y Kreuzlingen, poblaciones alemana y suiza que comparten núcleo urbano en la frontera. Steckborn es una tranquila y bonita villa de interés turístico llena de centenarias casonas de entramado de madera. Su pintoresco ayuntamiento del siglo XVII también representa este tipo de construcción característico de la zona.

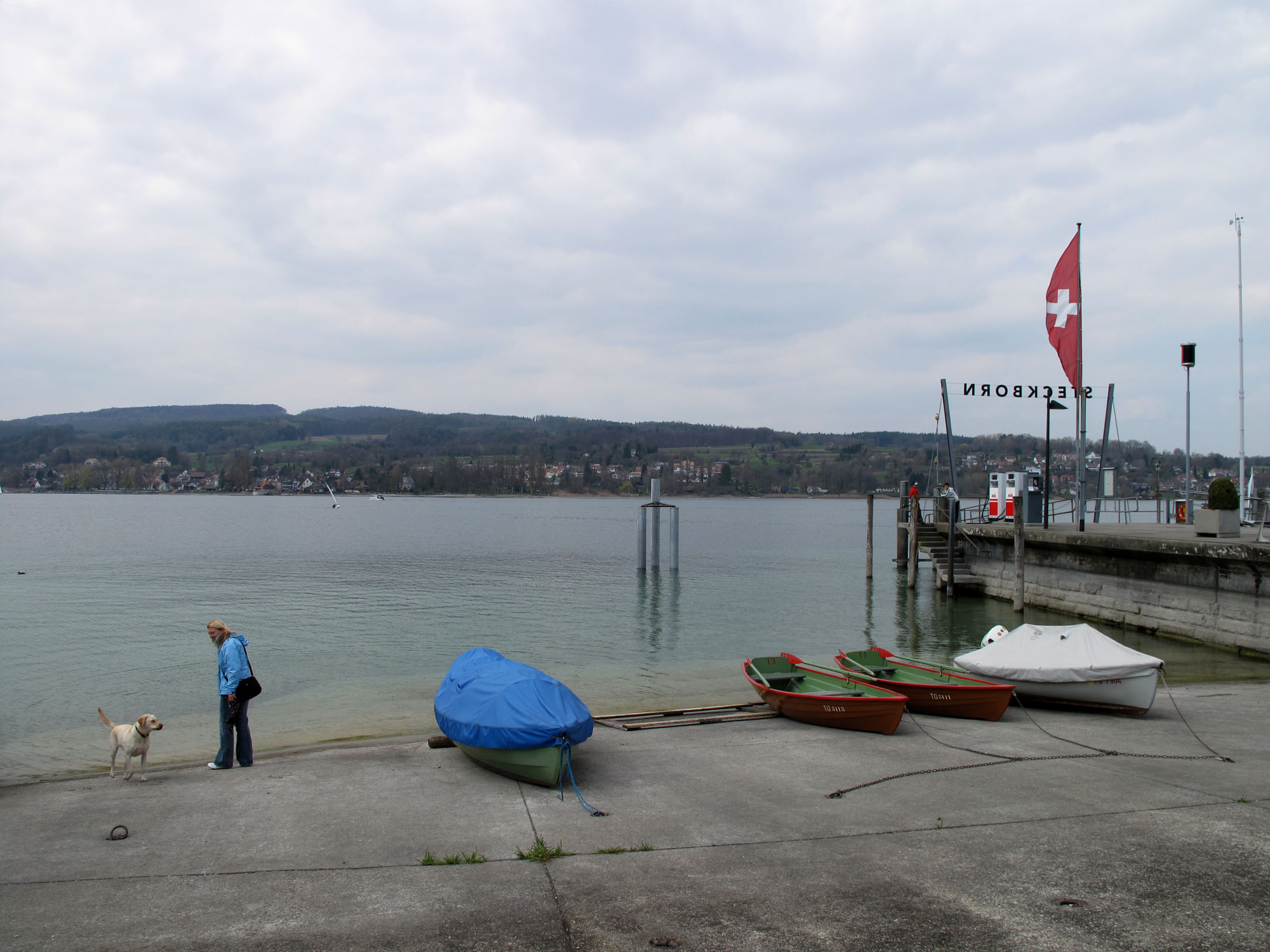
Puerto de la ciudad en primavera, con Alemania a la otra orilla del Rin

## Comunicaciones
La ciudad está en la carretera suiza que comunica Kreuzlingen con Stein am Rhein y tiene estación de ferrocarril de la línea que transcurre paralela a la anterior. En las mismas condiciones dispone de un carril bici perfectamente señalizado y predominantemente llano que ofrece una interesante posibilidad de disfrute familiar o deportivo por la margen izquierda de los primeros kilómetros del río Rin.
Ferrocarril
Cuenta con una estación ferroviaria en la que efectúan parada trenes de cercanías pertenecientes a la red S-Bahn San Galo.

## Personajes célebres
- Hans Baumgartner (fotógrafo)